# Telepedaggio

Segnale di indicazione corsia riservata al telepedaggio.

Il telepedaggio è un metodo di riscossione automatica del pedaggio, progettato per ridurre significativamente il tempo necessario al pagamento di quest'ultimo. Questo sistema non si basa più sul pagamento diretto da parte del conducente del veicolo al momento del transito, ma sul riconoscimento automatizzato di un dispositivo e/o del veicolo che sta transitando. Identificato il veicolo e, se necessario, anche il dispositivo in transito, i dati raccolti vengono elaborati. Di conseguenza, viene calcolato l'estratto conto, che può essere addebitato sul conto corrente del proprietario del veicolo (il quale è tenuto a fornire i propri dati) oppure detratto da un credito prepagato in precedenza.

## Storia
Nel 1959, il premio Nobel per l'economia William Vickrey fu il primo a proporre un sistema di telepedaggio per l'area metropolitana di Washington. Ogni vettura sarebbe stata dotata di un transponder il cui segnale sarebbe stato captato quando l'auto passava attraverso un incrocio e quindi trasmesso a un computer centrale. Negli anni sessanta e settanta, il pedaggio a flusso libero è stato testato con transponder fissi nella parte inferiore dei veicoli e con lettori installati sotto la superficie stradale. I moderni transponder di pedaggio sono generalmente montati sotto il parabrezza, con i lettori posizionati in corrispondenza dei varchi di acceso e di uscita.
L'Italia è stato il primo Paese al mondo a implementare un telepedaggio completo in autostrade su scala nazionale nel 1989. Telepass, il marchio del telepedaggio di Autostrade S.p.A., ora Autostrade per l'Italia, è stato progettato dal Dott. Ing. Pierluigi Ceseri e Dott. Ing. Mario Alvisi e comprendeva una classificazione dei veicoli in tempo reale completamente operativa e l'esecuzione delle operazioni tramite telecamere interconnesse con il Pubblico Registro Automobilistico (PRA) attraverso una rete di oltre 3000 km di fibre ottiche. Telepass ha introdotto il concetto di interoperabilità del telepedaggio perché ha interconnesso 24 diversi operatori autostradali italiani consentendo agli utenti di viaggiare tra diverse aree di concessione e pagando solo a fine viaggio. Il Dott. Ing. Mario Alvisi è considerato il padre del telepedaggio in autostrada perché non solo ha co-progettato Telepass, ma è stato in grado di renderlo il primo sistema di telepedaggio operativo standardizzato al mondo come standard europeo nel 1996. Ha agito come consulente per l'implementazione di telepedaggio in molti paesi compresi Giappone, Stati Uniti, Brasile. In Giappone, solo il sistema di telepedaggio è stato costruito in tutte le superstrade ad accesso controllato nel 2001. Entro il 2019, il 92% dei conducenti utilizza il telepedaggio.

## Tecnologie utilizzate
Per il telepedaggio vengono utilizzate diverse tecnologie per l'identificazione dei veicoli che differiscono tra loro per costi, precisione e interoperabilità:
- Tecnologia GNSS;
- Tecnologia DSRC[2];
- Tecnologia RFID;
- Tecnologia ANPR;
- Riscossione basata su tachigrafo;

### Tecnologia GNSS
Nel GNSS (acronimo di Global Navigation Satellite System, sistema satellitare globale di navigazione) vengono utilizzati i dati relativi alla posizione del veicolo e il calcolo del pedaggio viene eseguito calcolando la distanza percorsa dal veicolo nella strada. In questo caso è presente a bordo un dispositivo che dialogando con i satelliti in orbita attorno alla Terra stabilisce la sua posizione e ricostruisce quindi il percorso coperto dal veicolo. Tra le cinque è quella con meno costi dal punto di vista delle infrastrutture ma necessita di grandi investimenti nella fase di avvio oltre all'istituzione di un costoso sistema di back office. Un ulteriore aspetto negativo è la possibilità di localizzazione continua del veicolo a discapito della privacy di chi lo conduce.

### Tecnologia DSRC

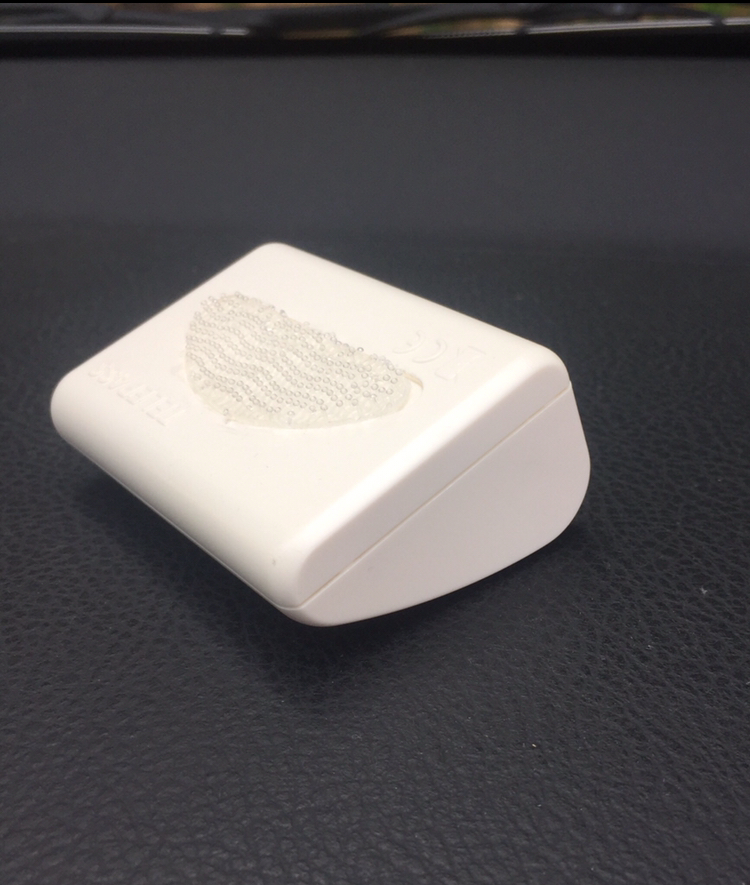
Esempio di apparato di telepedaggio (Telepass) con tecnologia OBU

Nella tecnologia DSRC (acronimo di Dedicated Short Range Communication, "comunicazione dedicata a breve raggio") viene disposta un'apparecchiatura fissa a terra detta RSE (Road Side Equipment) e un transponder a bordo del veicolo delle dimensioni di una saponetta detto OBU (On Board Unit) che è alimentato da batterie interne al dispositivo o collegato direttamente all'impianto elettrico del veicolo. La comunicazione tra i due avviene tramite tecnologia a microonde a 5,8 GHz. Al momento del passaggio del veicolo nella barriera autostradale l'RSE invia un segnale all'OBU di bordo, dopo il quale comunica il codice identificativo univoco del dispositivo all'RSE che grazie ad una centralina riconoscerà il veicolo aprendo la sbarra e segnando il passaggio. Questo è il metodo maggiormente utilizzato in Europa e soprattutto in Italia con i dispositivi di telepedaggio. Come tecnologia è però la più costosa in termini di realizzazione per la necessità d'installazione di costose apparecchiature lungo le strade e l'acquisto di un dispositivo per ogni singolo veicolo ed è inoltre caratterizzato da un basso livello di adattabilità, tale da richiedere aggiornamenti in caso di introduzione di nuovi dispositivi atti a svolgere tale funzione.

### Tecnologia RFID
In questa tecnologia (dall'inglese Radio-Frequency IDentification, identificazione a radiofrequenza) vengono utilizzate delle onde radio per l'identificazione di dispositivi a bordo dei veicoli (detti tag) con conseguente riconoscimento del veicolo sempre a opera di una centralina. Questa è la tecnologia maggiormente utilizzata negli Stati Uniti ma che non ha avuto molto successo in Europa.

### Tecnologia ANPR
Questa tecnologia sfrutta il riconoscimento automatico delle targhe dei veicoli ad opera di telecamere (l'acronimo deriva da Automatic Number Plate Recognition, riconoscimento automatico del numero di targa). Il sistema è molto flessibile grazie al semplice principio di funzionamento e può essere utilizzato in combinazione con un altro sistema (in Italia per esempio è utilizzato nel caso di malfunzionamento del DSRC nelle barriere autostradali). Anche questa tecnologia come la GNSS può andare contro la privacy di chi viaggia data la possibilità di localizzazione continua del veicolo, inoltre ha un grado di interoperabilità basso a causa della non standardizzazione completa delle targhe europee dalla quale derivano differenze grafiche delle varie targhe, rendendo difficile la memorizzazione corretta della targa.

### Riscossione basata su tachigrafo
In questa tecnologia il funzionamento è molto semplice e si basa sull'utilizzo del tachigrafo: è presente all'interno del veicolo un dispositivo connesso elettricamente con il contachilometri in grado quindi di calcolare i chilometri percorsi. Questo metodo è utilizzato in Svizzera ed è il più preciso tra i sei perché misura direttamente i chilometri percorsi e non ci sono tutti i problemi relativi a errori di localizzazione come nel GNSS.

## Tecnologie in fase di sperimentazione
Sono in corso studi per l'utilizzo di metodi meno costosi ma soprattutto con un grado più alto di interoperabilità.
Una tecnologia promettente è quella basata sulla riscossione del pedaggio tramite le comunicazioni mobili come il GSM e lo smartphone e con l'utilizzo della rete 4G, metodi dal costo di realizzazione basso perché non necessitano di strutture fisse a terra e che superano agevolmente i problemi posti dalla standardizzazione almeno a livello europeo dei telepedaggi. Il difetto principale di queste tecnologie, motivo per il quale non sono ancora ritenute completamente affidabili, è legato al rischio di violazione della privacy con conseguenti furti di dati personali.

## Normativa

### In Europa
Nell'ambito europeo è presente la direttiva 2004/52/CE che regolamenta l'utilizzo delle varie tecnologie per il telepedaggio, che nello specifico riconosce come uniche opzioni per il telepedaggio europeo le tecnologie GNSS, DSRC e GSM. Le tecnologie RFID, ANPR e tachigrafo non sono quindi conformi al servizio europeo di telepedaggio.
L'unica tecnologia che rispetta gli standard posti dal CEN conformi al servizio europeo di telepedaggio è la tecnologia DSRC.

## Ambiente
Una ricerca dell’Università Ca' Foscari di Venezia afferma che il pagamento automatico del pedaggio con il telepedaggio in autostrada riduce il consumo di carburante degli automezzi e le conseguenti emissioni inquinanti, poiché si riducono i tempi per il ritiro e il pagamento del biglietto riducendo le code al casello.